# Sweet Baby
Sweet Baby is een single van de Amerikaanse zangeres Macy Gray. De single werd in 2001 opgenomen in Los Angeles samen met collega Erykah Badu, een goede vriendin van Macy.
De single is afkomstig van Grays tweede album, getiteld The Id. De plaat werd al snel goud, maar verkocht daarna vrij teleurstellend.